# CDw12
En inmunología se denomina CDw12 (del inglés cluster of differentiation -"grupo diferenciador") a un tipo de antígeno CD propio del sistema inmune de mamíferos. Se caracteriza por poseer un peso molecular de 90-120 kDa. Su función biológica en la célula es desconocida. Se expresa específicamente en monocitos, granulocitos y plaquetas.